# 필드 컴뱃
《필드 컴뱃》(영어: Field Combat)은 1985년에 자레코에서 발매한 아케이드 게임이다. 같은 해 7월 9일에는 패미콤판이 발매되었으며, 2003년에는 i어플리로 리메이크판 《필드 컴뱃 DX》가 출시되었다. 2007년 6월 12일에는 Wii 버추얼 콘솔판이 출시되었다. 배경 음악은 바그너의 발퀴레(Ride of the Valkyries, 독일어:Die Walküre)가 쓰였다.

## 삼국 필드 컴뱃
《삼국 필드 컴뱃》은 2007년에 출시한 휴대전화 애플리케이션이다.